# توج (قلعة قاضي)
توج (بالفارسية: توج) هي قرية تقع في إيران في قسم قلعة قاضي الريفي. يقدر عدد سكانها بـ 135 نسمة بحسب إحصاء 2016.